# Geniascota
Geniascota is een geslacht van vlinders van de familie spinneruilen (Erebidae).

## Soorten
- G. lacteata Hampson, 1926
- G. patagiata Hampson, 1926
- G. trichoptycha Hampson, 1926